# Erithalis
Genre
Erithalis est un genre de plante de la famille des Rubiaceae. On rencontre ce genre de la Floride à l'Amérique tropicale.

## Liste d'espèces
Selon Catalogue of Life (2 novembre 2015) :
- Erithalis angustifolia DC.
- Erithalis diffusa Correll
- Erithalis fruticosa L.
- Erithalis harrisii Urb.
- Erithalis odorifera Jacq.
- Erithalis quadrangularis Krug & Urb.
- Erithalis salmeoides Correll
- Erithalis vacciniifolia (Griseb.) C.Wright

Selon ITIS (2 novembre 2015) :
- Erithalis fruticosa L.
- Erithalis odorifera Jacq.

Selon World Checklist of Selected Plant Families (WCSP) (2 novembre 2015) :
- Erithalis angustifolia DC. (1830)
- Erithalis diffusa Correll (1977)
- Erithalis fruticosa L., Syst. Nat. ed. 10 (1759)
- Erithalis harrisii Urb. (1908)
- Erithalis odorifera Jacq. (1763)
- Erithalis quadrangularis Krug & Urb. (1897)
- Erithalis salmeoides Correll (1977)
- Erithalis vacciniifolia (Griseb.) C.Wright (1869)

Selon NCBI (2 novembre 2015) :
- Erithalis diffusa
- Erithalis fruticosa
- Erithalis harrisii
- Erithalis odorifera
- Erithalis quadrangularis
- Erithalis salmeoides
- Erithalis vacciniifolia

Selon The Plant List (2 novembre 2015) :
- Erithalis angustifolia DC.
- Erithalis diffusa Correll
- Erithalis fruticosa L.
- Erithalis harrisii Urb.
- Erithalis odorifera Jacq.
- Erithalis quadrangularis Krug & Urb.
- Erithalis salmeoides Correll
- Erithalis vacciniifolia (Griseb.) C.Wright

Selon Tropicos (2 novembre 2015) (Attention liste brute contenant possiblement des synonymes) :
- Erithalis acuminata Krug & Urb.
- Erithalis angustifolia DC.
- Erithalis cymosa G. Forst. ex Spreng.
- Erithalis diffusa Correll
- Erithalis elliptica Raf.
- Erithalis fruticosa L.
- Erithalis harrisii Urb.
- Erithalis inodora Jacq.
- Erithalis insularis (Ridl.) Zappi & T.S. Nunes
- Erithalis odorata Raf.
- Erithalis odorifera Jacq.
- Erithalis parviflora Griseb.
- Erithalis pentagonia DC.
- Erithalis polygama G. Forst.
- Erithalis procumbens Raf.
- Erithalis quadrangularis Kr. & Urb.
- Erithalis revoluta Urb.
- Erithalis rotundata Griseb.
- Erithalis salmeoides Correll
- Erithalis timon Spreng.
- Erithalis uniflora Banks ex C.F. Gaertn.
- Erithalis vacciniifolia (Griseb.) Wright ex Sauv.